# Myresjö
För andra betydelser, se Myresjö (olika betydelser).
Myresjö är en tätort i Vetlanda kommun i Jönköpings län, i mellersta Småland, drygt 10 km sydväst om centralorten Vetlanda. Myresjö var tidigare en kyrkby i Myresjö socken med kyrkan Myresjö gamla kyrka. 
I orten finns Myresjöhus AB och ett fotbollslag: Myresjö IF.

## Befolkningsutveckling
| Befolkningsutvecklingen i Myresjö 1950–2020             | Befolkningsutvecklingen i Myresjö 1950–2020 | Befolkningsutvecklingen i Myresjö 1950–2020 | Befolkningsutvecklingen i Myresjö 1950–2020 | Befolkningsutvecklingen i Myresjö 1950–2020 |
| ------------------------------------------------------- | ------------------------------------------- | ------------------------------------------- | ------------------------------------------- | ------------------------------------------- |
|                                                         |                                             |                                             |                                             |                                             |
| År                                                      |                                             |                                             | Folkmängd                                   | Areal (ha)                                  |
| 1950                                                    | 1950                                        |                                             | 347                                         | ##                                          |
| 1960                                                    | 1960                                        |                                             | 448                                         |                                             |
| 1965                                                    | 1965                                        |                                             | 498                                         |                                             |
| 1970                                                    | 1970                                        |                                             | 582                                         |                                             |
| 1975                                                    | 1975                                        |                                             | 619                                         |                                             |
| 1980                                                    | 1980                                        |                                             | 754                                         |                                             |
| 1990                                                    | 1990                                        |                                             | 745                                         | 83                                          |
| 1995                                                    | 1995                                        |                                             | 757                                         | 91                                          |
| 2000                                                    | 2000                                        |                                             | 675                                         | 91                                          |
| 2005                                                    | 2005                                        |                                             | 644                                         | 91                                          |
| 2010                                                    | 2010                                        |                                             | 646                                         | 91                                          |
| 2015                                                    | 2015                                        |                                             | 728                                         | 115                                         |
| 2020                                                    | 2020                                        |                                             | 724                                         | 119                                         |
| Anm.: ## Som tätort/befolkningsagglomeration 1920–1950. |                                             |                                             |                                             |                                             |